# Każdy chce być Włochem
Każdy chce być Włochem (ang. Everybody Wants to Be Italian, 2007) – komedia romantyczna, reżyserowana przez Jason Todd Ipsona i wydana przez Forum Film Poland. Gwiazdami w filmie byli m.in.: Jay Jablonski i Marisa Petroro (główni bohaterowie) oraz Cerina Vincent i John Kapelos. Prapremiera filmu miała miejsce w USA 18 września 2007 roku, a premiera polska 10 lipca 2009 roku.

## Obsada
- Jay Jablonski jako Jake Bianski
- Cerina Vincent jako Marisa Costa
- John Kapelos jako Steve Bottino
- John Enos III jako Gianluca Tempesti
- Marisa Petroro jako Isabella
- Richard Libertini jako Papa Aldo Tempesti
- Judith Scarpone jako Pani Abignali
- P.J. Marino jako Mario
- Tammy Pescatelli jako Katerina
- Dan Cortese jako Michael
- Penny Marshall jako Teresa Florist
- Sylvia Panacione jako Anna Seamstress